# Kamienica przy ul. Augusta Cieszkowskiego 8 w Bydgoszczy
Kamienica Cieszkowskiego 8 w Bydgoszczy – kamienica w Bydgoszczy.

## Położenie
Budynek znajduje się w północnej pierzei ul. Cieszkowskiego, w jej środkowej części.

## Historia
Kamienica powstała w latach 1899–1900 z inicjatywy i według projektu Józefa Święcickiego, który spodziewał się osiągnięcia zysku ze sprzedaży gotowej nieruchomości. Jednak w trakcie budowy architekt sprzedał parcelę i prawa budowlane nowemu właścicielowi mistrzowi ślusarskiemu, Aleksandrowi Grabowskiemu. W latach 1926–1935 właścicielem kamienicy był Wojciech Ciechanowski, po czym nieruchomość pozostała w rękach jego spadkobierców.

## Architektura
Czterokondygnacyjny budynek założony jest na planie zbliżonym do odwróconej litery „T”.  
Elewacja frontowa jest symetryczna, sześcioosiowa, z dwoma ryzalitami po bokach. Elewację frontową wieńczy trójkątny szczyt, zaś na dachu znajdują się facjaty w konstrukcji szkieletowej.
Budynek prezentuje styl eklektyczny łącząc elementy historyzujące z secesyjnymi. Dominującymi motywami dekoracji sztukatorskich są stylizowane ornamenty roślinne, liście kasztanowca i wić roślinna, wplecione w kartusze herbowe. W przyziemiu znajduje się płaskorzeźba czapli wśród sitowia, co jest symbolem życia i spokojnej egzystencji człowieka.

## Galeria

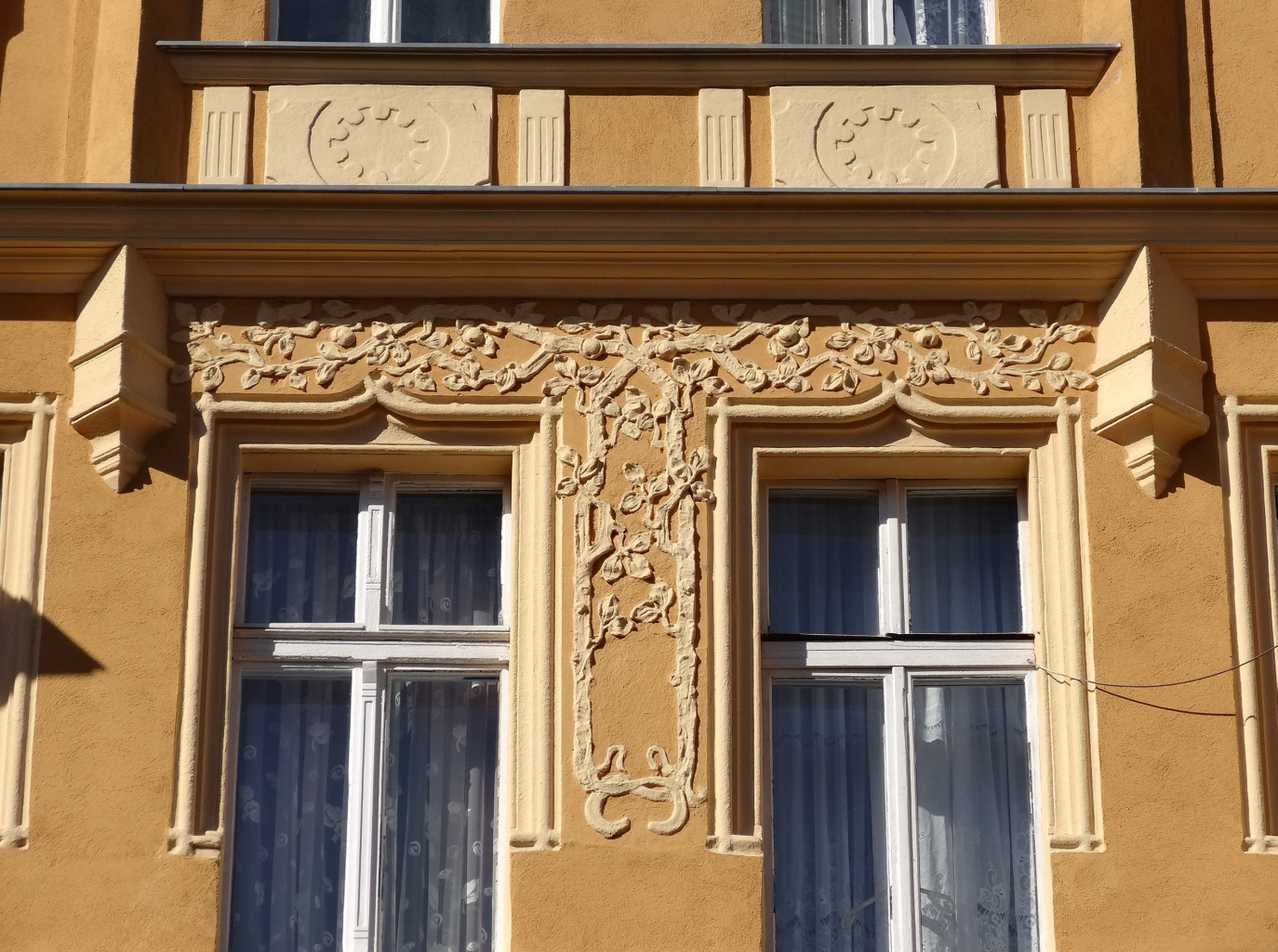
Motywy secesyjne
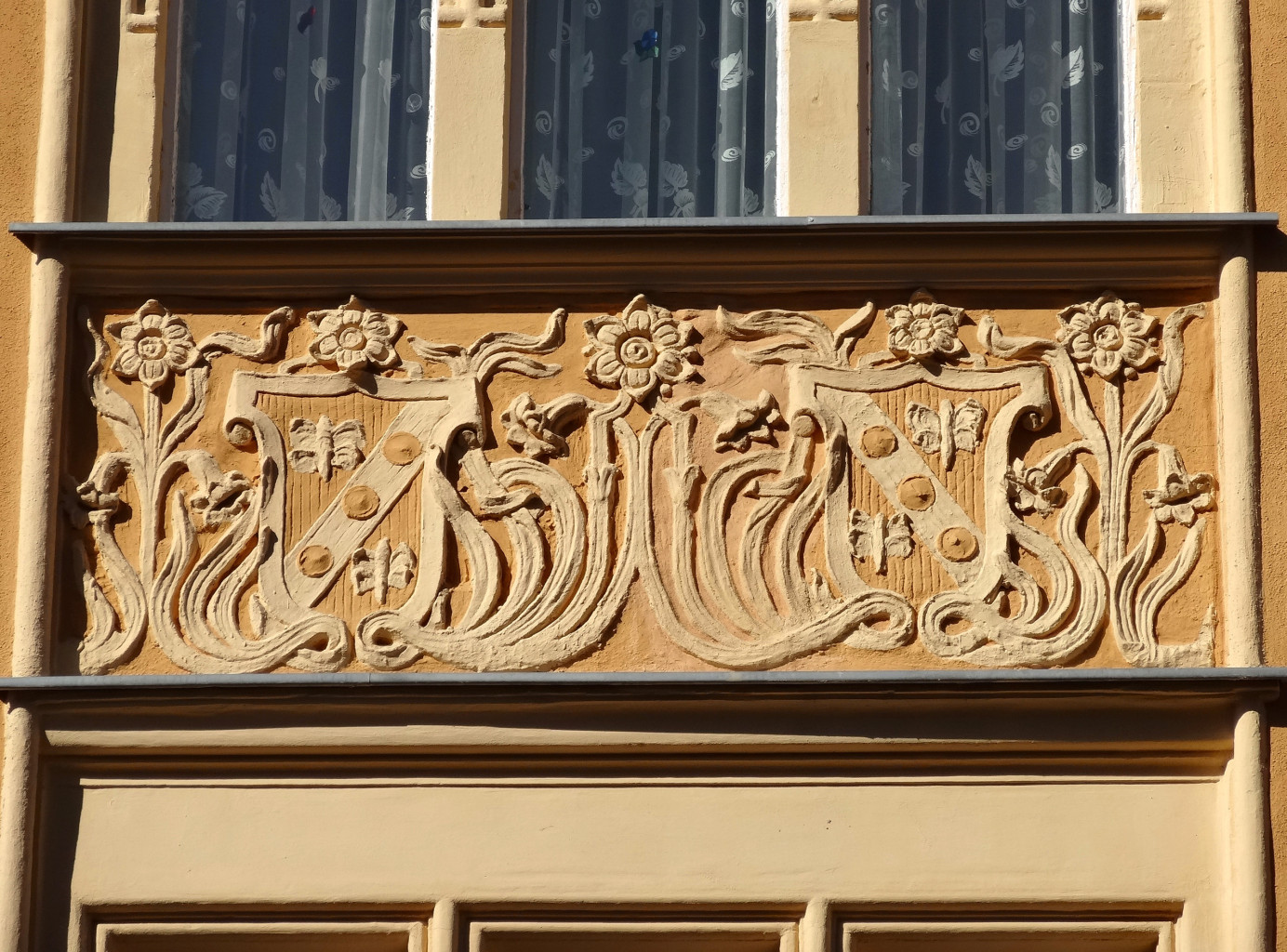
Herby w ornamentach roślinnych
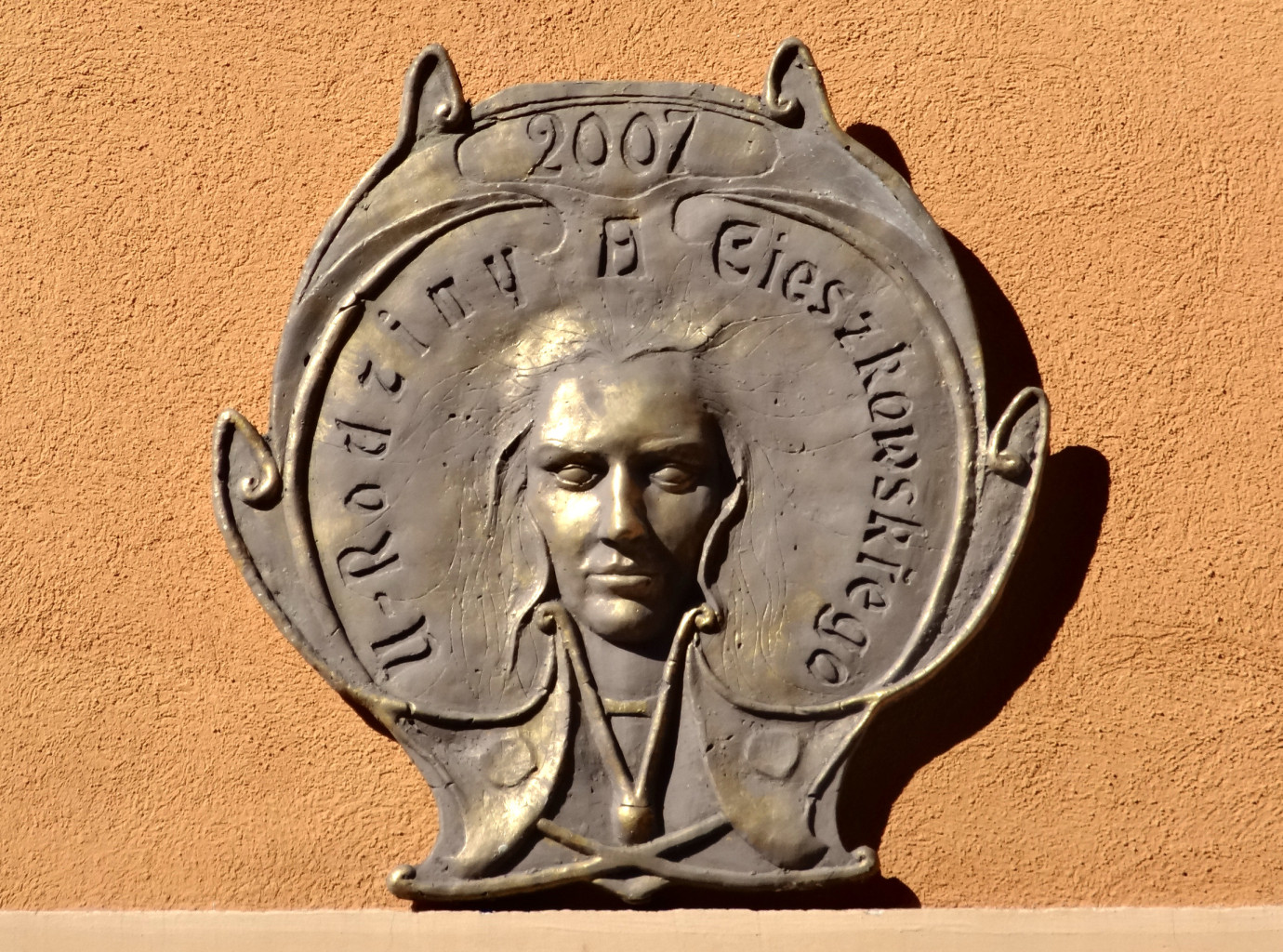
Tablica pamiątkowa Augusta Cieszkowskiego